# 김강석
김강석(金康碩, 1985년 9월 8일 ~ )은 전 KBO 리그 SK 와이번스의 내야수이다.

## 프로 생활
2009년 한국프로야구 신인 드래프트에서 한화 이글스의 2차 6순위 지명을 받고 입단하였다.
입단 당시 대학시절 대표팀 경력과 타격센스,근성있는 플레이로 한화타선에 활력을 줄 것으로 기대가됐다.

## 한화 이글스시절
입단 후 2군무대를 평정할만한 성적을 내고 구단의 기대를 받았지만 부상소식 후 별다른 모습을 보여주지 못했다.

## SK 와이번스시절
2014년 6월 3일 이대수, 김강석(한화) & 조인성(SK) 2:1 트레이드로 SK 와이번스로 이적했다. 하지만 잇단 부상으로 별다른 활약을 보여주지 못하며 2015년 야구 선수 생활을 마쳤다.

## 출신학교
- 화곡초등학교
- 신흥중학교
- 제물포고등학교
- 경성대학교